# Katie Peretti
Kathryn Ann "Katie" Peretti is een personage uit de Amerikaanse soap As the World Turns. Ze wordt al sinds 1998 gespeeld door Terri Colombino.

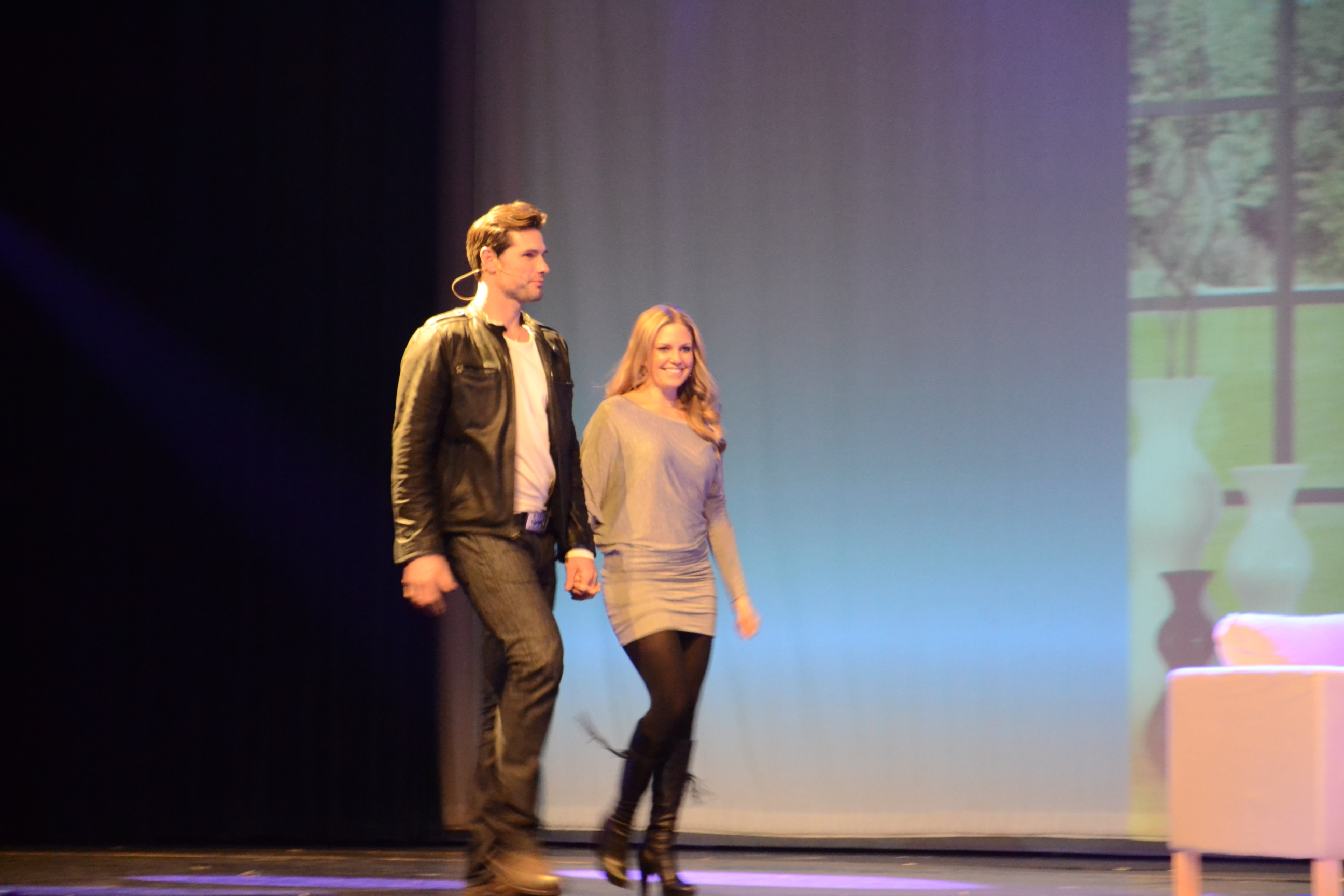
Katie en Brad bij het ATWT farewell event; in werkelijkheid zijn zij ook een paar.

## Geschiedenis
Kathryn Peretti werd in 1980 geboren als de jongste dochter van Lyla Montgomery en Casey Peretti. Ze was 5 jaar lang in Oakdale te zien, tot ze in 1995 met haar moeder, die zangeres was, ging toeren. In 1998 keerde ze terug als 18-jarige studente en ging studeren aan Oakdale Latin. Ze kreeg enkele affaires met Eddie Silva en Chris Hughes, maar geen van deze affaires was serieus. Later dat jaar kreeg ze een stageplek bij WOAK, het televisiestation van Oakdale. Hier ontmoette ze Henry Coleman, en beiden bleken het slechtste in elkaar naar boven te halen. Ze bedachten een plan om Molly Conlan te laten ontslaan, zodat Henry haar baan kreeg en Katie een relatie kon krijgen met Chris. Hun plannetje mislukte echter, en Katie werd zowel ontslagen als uit huis getrapt door haar oudere zus Margo Hughes. Niet veel later keerde hun oudere broer Craig Montgomery terug, en hij herkende veel van zichzelf in z'n jongere zus. Hij nam Katie in huis en bood haar een baan als zijn assistente aan.
Rond die tijd ontmoette ze Simon Frasier, een Australische oplichter. Ze waren op een nacht zo dronken dat ze met elkaar naar bed gingen, wat er prompt voor zorgde dat Katie verliefd op hem werd. Toen Simon te horen kreeg dat hij het land uit zou worden gezet, overtuigde Katie ervan dat hij met haar moest trouwen om aan een verblijfsvergunning te komen. Hoewel Katie smoorverliefd op hem was, was het huwelijk voor Simon slechts schijn, en was hij meer geïnteresseerd in Lily Snyder. Een tijdje en vele gebeurtenissen later, groeiden Simon en Katie naar elkaar toe en uiteindelijk gaf Simon toe van haar te houden. Ze trouwden opnieuw, dit keer uit liefde. Hun leven daarna was echter allesbehalve een sprookje. Katie werd eerst lastiggevallen door een vrouw genaamd Dahlia, die beweerde een televisieproducer te zijn en Katies programma op televisie te willen brengen. Na een aantal weken bleek ze echter achter Simon aan te zitten, en beweerde ze dat Simon haar zus had vermoord. Simon had haar echter nog nooit gezien, en na een noodlottig ongeval stierf Dahlia, waarna Katie en Simon ontdekten dat Dahlia haar eigen zus had vermoord. Er kwamen nog meer problemen op hun pad, toen een oude vriend van Simon opdook, Bartleby Spears. Bartleby wilde wraak op Simon door een gebeurtenis uit het verleden, en gebruikte Katie hiervoor. Bartleby werd later dood aangetroffen en terwijl Katie dacht dat dit nieuws Simon blij zou maken, vluchtte hij uit Oakdale.
Katie had moeite om over het vertrek van haar man te komen, en besloot zich daarom op andere dingen te richten. Ze werd vrijwilligster bij het ziekenhuis, waar ze Mike Kasnoff leerde kennen, en raakte bevriend met hem. Ze was er voor hem toen bleek dat het kindje waarvan hij dacht dat het van hem was, van iemand anders bleek te zijn. Diezelfde week ontdekte Katie dat Simon Bartleby had vermoord, en daarom op de vlucht was. Ze boekte een vlucht naar Australië en wees Mikes aanbod om mee te gaan af, nadat ze ontdekte dat hij gevoelens voor haar had gekregen. In Australië ging Katie op zoek naar Simon, maar werd al snel gepakt door Mordecai, de broer van Bartleby. Om Simon uit z'n onderduik adres te lokken, gebruikte Mordecai Katie als lokaas. Ze werd vastgebonden aan een stoel met een bom. Op tijd werd ze gered door Mike, die toch naar Australië was gekomen, en hoewel Katie hem smeekte om Simon te zoeken, wist Mike dat ze nog maar enkele seconden hadden voordat ze bom afging. hij sleurde haar het gebouw net op tijd uit, waarna de bom ontplofte. Niet veel later kwamen DNA-testresultaten terug; Simon was in het gebouw toen het ontplofte en was overleden. Katie gaf Mike hier de schuld van en weigerde nog met hem te praten.
Op een avond reed ze met haar auto naar Henry toen ze een dier raakte. Bang hoe het eruit zou zien, reed Katie door. De volgende dag in het ziekenhuis bleek Mike te zijn opgenomen, na aangereden te zijn door iemand die vervolgens was doorgereden. Katie besefte dat zij het was en dat Mike dood had kunnen gaan doordat zij niet was gestopt. Ze besefte ook dat ze Mike niet de schuld kon geven voor Simons dood en vergaf hem. Na wat moeite kregen de twee een relatie en wist Katie over de dood van Simon heen te komen. Op een avond vroeg Mike Katie ten huwelijk, en om het te vieren had hij een suite in de Lakeview geboekt. Daar zag Katie iets was haar totaal schokte; net voordat de deuren van de lift dicht gingen, verscheen Simon voor haar. In haar suite kon ze het beeld maar niet van zich afzetten, en na enkele minuten werd haar vermoeden bevestigd, toen Simon in haar kamer verscheen. Alles was een val geweest om zijn dood te faken en alle moordenaars van zich af te schudden. Haar verklaarde Katie zijn liefde en smeekte haar om met hem mee terug te gaan naar Australië. Hoewel Katie veel van Mike hield, was Simon haar grote liefde en ze ging uiteindelijk akkoord. Ze wist Mike zelfs zo ver te krijgen om hen te helpen te ontsnappen, maar had te laat door dat Mike op Simon had ingepraat. Met een hek tussen hen nam Simon afscheid van Katie in de haven, terwijl Katie hem hartverscheurend nariep.
Katies relatie met Mike was nu instabiel geworden en ze besloten het rustig aan te doen. Diezelfde tijd vond Mike een gewonde ex van hem op z'n stoep, Pilar Domingo. Ze was geslagen door haar ex Russ, die niet wilde accepteren dat ze uit elkaar waren. Mike nam Pilar in huis om voor haar te zorgen, maar Katie begon al snel vreemde dingen te merken. Zo was Pilar wel erg luchtig over het feit dat hij ex haar stalkte, en wilde ze bovendien nooit Mike en Katie in dezelfde kamer alleen laten. Katie kwam al snel tot de conclusie dat Pilar alles verzon en Mike gewoon voor zichzelf wilde hebben. Pilar merkte dat Katie haar door kreeg en liet het lijken alsof Katie gek was, en Katie werd opgenomen in een verzorgingstehuis. Henry, die wist dat Pilar loog, liet zichzelf ook opnemen en besloot om samen met Katie te ontsnappen. Wat Katie echter niet wist, was dat Henry vlak voor z'n opname nog een mysterieus telefoontje had gepleegd. De avond dat de twee wilden ontsnappen, stond die persoon voor hen neus, wie niemand minder dan Simon bleek te zijn. Simon hielp ze weg te komen, maar tegen die tijd was Pilar al zo doorgedraaid van het feit dat Mike van Katie hield, dat ze Katie dwong om met haar mee te gaan. Pilar had het plan om Katie te vermoorden, maar zowel Simon als Mike wisten hen op tijd te vinden en Pilar viel in haar eigen mes. Katie was net hiervoor echter te weten gekomen dat Pilar was ingehuurd door Simon, en besloot er een tijdje tussen uit te gaan.
Maanden later keerde ze terug in Oakdale, nu gescheiden van Simon, en wilde Mike opzoeken. Ze kwam van een koude kermis thuis toen ze ontdekte dat Mike een relatie had aangeknoopt met Jennifer Munson. Katie besloot daarom niet te vertellen aan Mike dat ze gescheiden was van Simon, maar het kwam uiteindelijk toch uit en Mike vroeg haar waarom ze geen contact met hem had opgenomen. Hij maakt haar ook meteen duidelijk dat hij nu met Jennifer is, en niet van plan is om die relatie te verbreken, alleen omdat Katie nu weer terug was. Katie liet het hier niet bij zitten en vroeg Henry een plannetje te maken om Mike jaloers te maken zodat hij met Jennifer zou breken. Henry, die heimelijk al jaren verliefd bleek te zijn op Katie, vroeg haar daarom ten huwelijk, waarmee Katie akkoord ging. Mike was onthutst door dit nieuws, en besefte dat hij nog steeds van Katie hield. Hij weigerde echter zijn relatie met Jennifer voor haar op te geven, en ging daarom gewoon naar de bruiloft van Katie en Henry om te laten zien dat het hem niks deed. Katie besefte dat haar plannetje was mislukt, maar ze was nu wel getrouwd met Henry, iets waar ze niet op gerekend had. Katie bleef doorgaan met het stoken tussen Mike en Jen, tot ze doorkreeg dat Henry van haar hield. Ze stopte met haar plannetjes en besloot om haar huwelijk met Henry te laten werken als een echt huwelijk. Mike, die nog steeds overtuigd was dat Katies huwelijk met Henry nep was, snapte niet waarom ze plotseling toch een echt huwelijk leken te hebben. Hij vroeg hierop Jen ten huwelijk, iets wat Katie toch raakte.
Henry wist dat dit het moment zou kunnen zijn dat hij Katie verliest, en vroeg haar daarom met hem mee te gaan naar Hawaï voor hun huwelijksreis. Katie stapte halverwege de rit uit en ging terug naar de kerk waar Mike en Jen net getrouwd waren. Katie stortte haar hart uit bij Mike, maar die bleef trouw aan Jen. Henry was ook teruggekomen en hoorde Katies toespraak, en besloot dat het tijd was hun huwelijk te verbreken. Katie en Mike trokken echter toch naar elkaar toen bleek dat Jennifers kindje, waar ze eerder zwanger van was, van Katies broer Craig bleek te zijn, veroorzaakt door een one-night stand tussen hem en Jen. Tot overmaat van ramp werd het kindje te vroeg geboren, waardoor het overleed. Dit was te veel voor Mike en hij en Katie belandde toch bij elkaar in bed. Hierna besloot Mike dat het tijd was zijn huwelijk met Jen te ontbinden, omdat hij toch meer van Katie hield. Mike trok in bij Katie en de twee waren weer helemaal gelukkig. Enkele weken later kwam Nick Kasnoff naar Oakdale, een neef van Mike. Rond dezelfde tijd had Mike opnieuw Katie ten huwelijk gevraagd, en trouwden ze dit keer ook. Katie kreeg een vreemd gevoel bij Nick, wat juist bleek te zijn toen ze er met Carly Teney erachter kwam dat Nick in het verleden iemand had vermoord, en vervolgens Mike er voor op liet draaien. Tijdens een gevecht voelde Katie zich gedwongen om Nick neer te schieten, waarna hij overleed.
Mike kon het niet verkroppen dat z'n beste vriend hem dit aangedaan had, maar ook dat Katie hem had neergeschoten. In een poging hen weer dichter naar elkaar te brengen, boekte Katie een huwelijksreis op een cruiseschip. Ze groeide weer naar elkaar en hun huwelijk werd weer beter. Katie was geschokt toen bleek dat Simon op hetzelfde schip bleek te zitten, en nadat Katie en Simon overboord sloegen tijdens een strom, strandden ze op een onbewoond eiland. Katie en Simon probeerde er het beste van te maken, tot Mike plotseling opdook, en onthulde dat het eiland helemaal niet onbewoond was, maar Simon Katie dat had laten denken. Katie was woest op Simon en keerde met Mike terug naar Oakdale. Simon volgde hen en besloot zich opnieuw in Oakdale te vestigen, tot overmaat van ramp. Katies echte probleem was echter dat ze niet wist of ze Simon wel kon weerstaan. Na een verhitte discussie belandden de twee bij elkaar in bed, waarna Katie besefte wat ze had gedaan. Mike ontdekte al snel dat z'n vrouw ontrouw was geweest en verliet haar. Vastberaden te bewijzen dat Simon niks meer voor betekende, schreef Katie een boek waarin ze al haar haatgevoelens uitte, en wat voor veel rumoerigheid zorgde in Oakdale. Mike zag uiteindelijk in hoe erg Katie haar best deed en gaf haar nog een kans. Nog geen week later ontdekt hij een afscheidsbrief van Simon aan Katie, waarna Mike realiseerde dat Katie nooit over Simon heen zou zijn, en vertrok uit Oakdale.
Katie was nu gescheiden van Mike en trok meer op met Jack Snyder, wiens ex vrouw Carly op de vlucht was geslagen met Simon. Na enkele spanningen zoende Katie en Jack, wat uitgroeide tot een relatie. Rond dezelfde tijd kwam Jacks broer Brad Snyder naar Oakdale, na een absentie van 10 jaar. Brad was geïnteresseerd in Katie en kon het niet hebben dat zij hem afwees voor zijn broer. Niet veel later keerde Carly terug en wilde Jack terug hebben. Jack vroeg Katie echter ten huwelijk en de trouwde weken later. Katie had vanaf dat moment al door dat Jack niet over Carly was, en het feit Carly net daarvoor met een hersentumor was geconstateerd, maakte het er niet beter op. Katie en Jack groeide uit elkaar en de maat was voor Katie vol toen hij met Carly naar bed ging. Na slechts een maand huwelijk vroeg Katie de scheiding aan. Katie had nu helemaal genoeg van mannen die ze kenden en besloot daarom mee te doen aan speeddaten. Brad had zich hier ook voor opgegeven om zo Katie te imponeren. Katie was niet onder de indruk en maakte hem duidelijk dat ze niet geïnteresseerd in hem was. Ze ontdekte echter dat ze het niet leuk vond toen ze Brad samen met een andere vrouw zag. Katie bleef echter ontkennen dat ze hem leuk vond, maar na een reeks gebeurtenissen, waarbij Brad en Katie dichter naar elkaar groeiden, accepteerde ze zijn huwelijksaanzoek en trouwde nog geen twee weken later. Brad en Katie hebben een geweldig huwelijk en Brad is de liefde van haar leven. Katie raakt zwanger. Wanneer de hoogzwangere Katie wordt gekidnapt door crimineel Ralph Manzo, gaat Brad haar zoeken en wanneer hij de plek vindt waar Katie wordt vastgehouden, wordt hij vastgegrepen door Manzo. Brads broer (politieman) Jack is ook naar Katie op zoek en wanneer hij het pikdonkere gebouw binnenstapt en wordt beschoten door Ralph, schiet hij uit zelfverdediging terug en daarmee per ongeluk zijn broer Brad dood. Katie is op dat moment bewusteloos, want net onder barre omstandigheden bevallen van haar zoontje Jacob. In het ziekenhuis krijgt de tot dan toe dolgelukkige Katie te horen dat Brad is overleden. Haar wereld stort volledig in en ze is maandenlang depressief. Ze vergeeft Jack wel onmiddellijk, het is niet zijn schuld dat Brad dood is. Ze heeft korte tijd nog contact met de geest van Brad die in Oakdale rondzwerft.

## Familie en relaties

### Ouders
- Casey Peretti (vader, overleden)
- Lyla Crawford (moeder)

### Broers en zussen
- Margo Hughes
- Cricket Montgomery Ross
- Craig Montgomery

### Huidige relatie
- Chris Hughes (zoon van Bob en Kim Hughes)

### Huwelijken
- Simon Frasier (21 november 2000 - 4 januari 2003)
- Henry Coleman (11 maart 2005 - 21 oktober 2005)
- Mike Kasnoff (5 mei 2006 - 2 februari 2007)
- Jack Snyder (24 september 2007 - 26 oktober 2007; nietig verklaard)
- Brad Snyder (17 april 2008 - herfst 2009; "overleden")

### Kinderen
- Jacob Bradley Snyder

### Andere familieleden
- Joe Peretti (grootvader)
- Maureen Peretti (grootmoeder)
- Michael Peretti (oom)
- Loretta Peretti (tante)
- Margaret Crawford (tante)
- Adam Munson (neef)
- Casey Hughes (neef)
- William "Billy" Ross (neef)
- Suzanne "Suzie" Ross (nicht)
- Bryant Montgomery (neef, overleden)
- Lucinda "Lucy" Montgomery (nicht)
- John "Johnny" Donovan (neef)
- William "Billy" Norbeck (achterneef, overleden)
- Adelaide Peretti (achternaam onbekend) (oudtante)
- Serafina Peretti (achternaam onbekend) (oudtante)
- Josef Peretti (achterneef)
- Jill Andropoulos (nicht)

### Relaties
- Edward "Eddie" Silva
- Christopher "Chris" Hughes II
- Simon Frasier
- Henry Coleman
- Mike Kasnoff
- Simon Frasier
- Jack Snyder
- Brad Snyder
- Chris Hughes